# Festuca costata
Festuca costata är en gräsart som beskrevs av Christian Gottfried Daniel Nees von Esenbeck. Festuca costata ingår i släktet svinglar, och familjen gräs. Inga underarter finns listade i Catalogue of Life.